# Saskatchewan Highway 55
Highway 55 je provinční silnice se zpevněnou vozovkou v kanadské provincii Saskatchewan. Vede od hranice s Albertou, od konce silnice Alberta Highway 55 k silnici Highway 9. Highway 55 je 652 km dlouhá. Tvoří část meziprovinční trasy Northern Woods and Water Route. Cestou se na ní napojují silnice Hwy 4 v Meadow Lake, Hwy 155 v Green Lake, Hwy 3 v Shellbrooku, Hwy 2 a Hwy 3 v Prince Albert, Hwy 106 ve Smeatonu, Hwy 6 v Choicelandu a ještě Hwy 35 v Nipawinu.

## Zajímavosti
V západní části Highway 55 v blízkosti albertské hranice se na silnici Highway 21 nachází vesnice Pierceland. Na sever od Piercelandu se rozkládá přírodní park Meadow Lake Provincial Park, který se táhne asi 115 kilometrů od albertských hranic přímo na sever k městu Meadow Lake.
Poblíž Debdenu a Victoire se asi 15 km jižně od silnice nachází oblastní park Morin Lake. Na silnici Higway 55 se nachází nejdelší saskatchewanský most, Nipawin Bridge.